# Back Home Again
Back Home Again es el octavo álbum de estudio del cantautor estadounidense John Denver. Fue publicado en junio de 1974 por el sello discográfico RCA Records.

## Recepción de la crítica
La revista Billboard lo nombró una selección “Spotlight” y un crítico no especificado indicó: “Con la encantadora «Annie's Song» de este álbum arrasando en el Hot 100 y su reempaquetado Greatest Hits todavía entre los 10 primeros después de 30 semanas en la lista, John Denver ha encontrado el momento perfecto para ofrecer su mayor éxito hasta el momento. El tema general del LP son los placeres de la vida natural en el campo, a diferencia de las imágenes de las Montañas Rocosas que antes eran más específicas. El primer lado es principalmente una búsqueda de novedades bucólicas, con temas como 8 niños, 4 perros y un cerdito retozando toda la noche en «Grandma's Feather Bed». Las baladas de amor, entre las mejores de la historia de Denver, esperan en el lado dos”. Un escritor no especificado de la revista Cash Box declaró: “Su increíble trayectoria durante el año pasado seguramente se verá reforzada por esta colección de canciones, cada una de las cuales tiene el estilo distintivo que ha llevado al versátil artista a la cima de su profesión”. Un escritor no especificado de Record World le otorgó el certificado de “Hit of the Week”, y declaró: “Una sensación ‘casera’ satura este disco con un fuerte énfasis en el aspecto country del estilo relajado que está surgiendo en Denver. Dobro, banjo y armónica están muy a la vanguardia en arreglos orquestales suaves, lo que permite que el disco sea categorizado más como un álbum ‘conceptual’ que sus esfuerzos anteriores”.

## Lista de canciones
Todas las canciones escritas y compuestas por John Denver, excepto donde esta anotado. 
| Lado uno |                               |              |          |  |
| N.º      | Título                        | Escritor(es) | Duración |  |
| 1.       | «Back Home Again»             |              | 4:42     |  |
| 2.       | «On the Road»                 | Carl Franzen | 2:33     |  |
| 3.       | «Grandma's Feather Bed»       | Jim Connor   | 2:15     |  |
| 4.       | «Matthew»                     |              | 3:43     |  |
| 5.       | «Thank God I'm a Country Boy» | John Sommers | 3:06     |  |
| 6.       | «The Music Is You»            |              | 1:26     |  |

| Lado dos |                            |                  |          |  |
| N.º      | Título                     | Escritor(es)     | Duración |  |
| 1.       | «Annie's Song»             |                  | 2:58     |  |
| 2.       | «It's Up to You»           | Steve Weisberg   | 2:26     |  |
| 3.       | «Cool an' Green an' Shady» | Denver Joe Henry | 3:07     |  |
| 4.       | «Eclipse»                  |                  | 3:41     |  |
| 5.       | «Sweet Surrender»          |                  | 5:29     |  |
| 6.       | «This Old Guitar»          |                  | 2:50     |  |

## Créditos y personal
Créditos adaptados desde las notas de álbum de Back Home Again.
| Lado uno 1. «Back Home Again» - John Denver – voz principal y coros, guitarra, guitarra de doce cuerdas - John Sommers – guitarra líder, coros - Dick Kniss – bajo eléctrico - Steve Weisberg – dobro, coros - Hal Blaine – percusión 2. «On the Road» - John Denver – voz principal y coros, guitarra - Steve Weisberg – guitarra líder - John Sommers – banjo - Dick Kniss – bajo eléctrico - Hal Blaine – percusión 3. «Grandma's Feather Bed» - John Denver – voz principal y coros, guitarra - Dave Jackson – bajo eléctrico - Jim Connor – banjo, armónica, coros - Hal Blaine – percusión - Julie Connor – coros 4. «Matthew» - John Denver – voz principal y coros, guitarra - Steve Weisberg – guitarra líder - Dick Kniss – bajo eléctrico - John Sommers – banjo - Hal Blaine – percusión 5. «Thank God I'm a Country Boy» - John Denver – voz principal y coros, guitarra - John Sommers – violín tradicional, coros - Dick Kniss – bajo eléctrico - Steve Weisberg – dobro, coros - Jim Connor – banjo - Jim Gordon – percusión 6. «The Music Is You» - John Denver – voz principal y coros, guitarra - Steve Weisberg – dulcémele - John Sommers – banjo - Julie Connor – segunda voz | Lado dos 1. «Annie's Song» - John Denver – voz principal y coros, guitarra - Steve Weisberg – guitarra líder - Dick Kniss – bajo eléctrico - John Sommers – mandolina - Jim Gordon – percusión 2. «It's Up to You» - John Denver – voz principal y coros, guitarra - Steve Weisberg – guitarra líder - Dick Kniss – bajo eléctrico - John Sommers – banjo - Hal Blaine – percusión 3. «Cool an' Green an' Shady» - John Denver – voz principal y coros, guitarra - Steve Weisberg – guitarra líder - Dick Kniss – bajo eléctrico - Glen Hardin – piano - Buddy Collette – clarinete - Hal Blaine – percusión 4. «Eclipse» - John Denver – voz principal y coros, guitarra - Hal Blaine – percusión 5. «Sweet Surrender» - John Denver – voz principal y coros, guitarra - Steve Weisberg – guitarra líder - Dick Kniss – bajo eléctrico - John Sommers – mandolina - Jim Connor – banjo, coros - Hal Blaine – percusión - Denny Brooks – coros - Julie Connor – coros - Michael Kirkland – coros - Brenda Kirkland – coros - Daniel Moore – coros - Jean Monteray – coros - Herb Pedersen – coros - Gibby Stratton – coros - Dennis Coats – coros - Richard Lockmiller – coros - Mike Settle – coros - David Jackson, Jr. – coros - John Stewart – coros - Buffy Ford – coros 6. «This Old Guitar» - John Denver – voz principal y coros, guitarra |

Personal técnico
- Milton Okun – productor
- Kris O'Connor – productor asistente
- Lee Holdridge – arreglos orquestales
- Mickey Crofford – ingeniero de audio
- Artie Togersen – ingeniero asistente
- Richard Simpson – masterización
- Frank Mulvey – director artístico
- Lowell Norman – fotografía de portada
- Gene Brownell – fotografía interior
- Gribbitt! – diseño de portada

## Posicionamiento

### Gráfica semanal
| Gráfica (1974–76)                          | Pico de posición |
| ------------------------------------------ | ---------------- |
| Australia (Kent Music Report)              | 2                |
| Canadá (RPM Top Albums)                    | 1                |
| Estados Unidos (Billboard Top LPs & Tape)  | 1                |
| Estados Unidos (Billboard Hot Country LPs) | 1                |
| Nueva Zelanda (Recorded Music NZ)          | 14               |
| Países Bajos (Dutch Album Top 100)         | 3                |
| Reino Unido (British Top 50 Albums)        | 3                |

### Gráfica de fin de año
| Gráfica (1974)                             | Pico de posición |
| ------------------------------------------ | ---------------- |
| Australia (Kent Music Report)              | 13               |
| Canadá (RPM Top Albums)                    | 20               |
| Estados Unidos (Billboard Top LPs & Tape)  | 90               |
| Estados Unidos (Billboard Hot Country LPs) | 10               |

| Gráfica (1975)                             | Pico de posición |
| ------------------------------------------ | ---------------- |
| Australia (Kent Music Report)              | 25               |
| Canadá (RPM Top Albums)                    | 31               |
| Estados Unidos (Billboard Top LPs & Tape)  | 4                |
| Estados Unidos (Billboard Hot Country LPs) | 1                |
| Nueva Zelanda (Recorded Music NZ)          | 18               |

| Gráfica (1976)                     | Pico de posición |
| ---------------------------------- | ---------------- |
| Países Bajos (Dutch Album Top 100) | 42               |

## Certificaciones y ventas
| País                                                     | Certificación | Ventas     |
| -------------------------------------------------------- | ------------- | ---------- |
| Canadá (Music Canada)                                    | Oro           | 50 000*    |
| Estados Unidos (RIAA)                                    | 3× Platino    | 3 000 000* |
| Reino Unido (BPI)                                        | Oro           | 100 000*   |
| *cifras de ventas basadas únicamente en la certificación |               |            |